# Togbe Agbodjan Jad Fozis
Togbe Agbodjan Jad Fozis, abrégé TAJF et précédemment Jad Fozis, de son nom de naissance François Djadoo, est un musicien de reggae, guitariste, auteur-compositeur-interprète togolais. Il fait partie des premiers leaders du mouvement rastafari au Togo.

## Biographie

### Enfance et études
Jad Fozis naît le 3 décembre 1971 dans la ville de Lomé,,.
Il chante en français, anglais ainsi qu'en éwé des chansons d'activismes révolutionnaires pour la paix et la liberté à travers des tournées en Afrique, en Europe et aux États-Unis.
Togbe Agbodjan Jad Fozis est issu d'une mère choriste qui l'a encouragé à chanter, et il se passionne à interpréter les chansons de Ray Charles et Bob Marley, dès ses 11 ans, il grandit à Lomé entre les années 1971 et 1980.

## Début de carrière
Il débute comme autodidacte en 1980, dans le rock and roll et intègre quelques groupes d'orchestres. il crée le groupe les Crazy Boys lors des prestations scolaires. Pendant les années 1980, il opte pour le style reggae pour être le porte-parole des sans voix à travers sa musique, son style de musique engagé l’amène à l’exil en 1990.

### Carrière en Allemagne
En 1990, il arrive en Europe et séjourne d'abord au Danemark et quelques années plus tard, il s'installe en Allemagne pour se perfectionner et devient officiellement auteur-compositeur-interprète et y réside jusqu'à présent.
Il crée le groupe Vanity System qui se dissout en janvier 2002 mais c'est à partir de 1995 qu'il commence véritablement sa carrière professionnelle par son premier album intitulé SOS Africa et la chanson Gbékuia (remixé) en 2020  qui lui donnera une renommée internationale, et devient membre du groupe jamaïcain The Lion basé à Hambourg.

## Discographie

### Singles
- 1995 : Sos africa
- 1997 : N'tifafa
- 1999 : Héritiers
- 2001 : Ça parle
- 2006 : Pardon
- 2013 : Élavanyon
- 2016 : Oh africa[13]
- 2020 : Atta
- 2022 : Reconnaissance[14]
- Togolais de même sang
- Maman

## Concerts et scènes
- 2005 : Concert avec Mass O'flash au CCF de Lomé[19]
- 2022 : Concert à l'institut français du Togo avec son groupe Jah Children le 26 février[20] et célébration du jubilé d'argent des 25 ans de carrière en live à Le Yespapa à Cotonou (Bénin) le 5 mars[21],[22],[23]
- Tournée africaine avec son groupe Vanity System[6]
- Concert en Allemagne, suivit d'une tournée à Paris et partage de scènes avec des artistes comme Duncan Fulton, Jimi Hope[22], Joe Kiki, Amta Kole[6], Julie Akofa Akoussah, Fifi Rafiatou, Elom 20ce et Joe  Kouassi[24].

## Événements
- 2024 : Invité à la radio Deutsche Welle[25]
- 1998 : Invité de Claudy Siar dans l'émission Couleurs Tropicales sur RFI
- 2023 : Musicien invité par Omusawo Tintah alias Male Deogratius dans l'émission Strictly Reggae Dancehall sur Tagy Television[9]
- Invité à l'émission animée par Félix Mandon sur Africa No 1 où il côtoie Papa Wemba
- Invité de Boncana Maïga dans l'émission Star Parade sur TV5 Monde[26]

## Vie privée
En début d'année 2022 le 7 mars, il perd son père et ensuite sa mère le 2 février 2023 à la suite d'une crise cardiaque à l'âge de 70 ans à qui il dédie souvent ses chansons.

## Distinctions

### Récompenses
- 1998 : Prix décerné à Cotonou (Bénin).
- 2006 : Représentation du Togo à la coupe du monde de football.
- 2019 : Lauréat du prix de mérite des Heroes 228 par la chanson Gbékuia[28],[23].
- 2020 : Prix spécial de l’année à la 17e édition aux All Music Awards[29],[30].
- 2023 : Prix du meilleur artiste reggae aux All Music Awards[31],[32]
- Représentant togolais au prix de la paix de l'UNESCO[9].